# IItztlacoliuhqui
IItztlacoliuhqui (nah."wyszczerbiony nóż obsydianowy") – w wierzeniach Azteków był personifikacją martwych i nieruchomych przedmiotów, materii nieożywionej oraz symbolem bezrozumnego uporu i zaślepienia. Także bóg lodu, śniegu i zimna. Męski odpowiednik indiańskiej bogini ognia i gwiazd Itzpapalotl.